# Mehmed Dželaludin Kurt
Mehmed Dželaludin Kurt (Mostar, 1877. – 1944.), hrvatski kulturni djelatnik iz Bosne i Hercegovine, prevoditelj, pravnik.

## Životopis
Rođen u Mostaru. U rodnom gradu završio mekteb, ruždiju i medresu. Šerijatsku sudijsku školu završio u Sarajevu. Odluka hrvatsko-slavonske Zemaljske vlade 1892. godine da se „svršenicima sarajevske šerijatske sudačke škole dozvoli upis na Pravni fakultet i polaganje državnih ispita“ omogućila mu je upis studije prava u Zagrebu. Bio je drugi musliman među Hrvatima koji je iskoristio to pravo. Prvi je bio njegov studijski kolega Osman Nuri Hadžić. Toj odluci pridonio je Ante Starčević i Hrvatska stranka prava. Prvi poslijeosmanski muslimanski intelektualni naraštaj privukao je Starčevićev liberalni nacionalizam, doktrinarno oporbenjaštvo, turkofilija i izrazita sklonost prema islamu. Kurt je u Zagrebu počeo objavljivati prepjeve i prevode s turskog i perzijskog jezika. Objavljivao ih je u književnom listu Pobratim pod pseudonimom Hafiz Mostari. U Zagrebu je Bio je odbornik i opunomoćenik Hrvatskog potpornog društva Napredak za Hrvatsku i Slavoniju. Pripadao je skupini modernih hrvatskih muslimana kao Safvet-beg Bašagić, Osman Nuri Hadžić, Mehmed Dželaluddin Kurt i drugi koji su bili protivnici panislamizma i vezivanja sudbine muslimana za tursku carevinu. Shvaćali su nužnost promjena, vidili dekadenciju begovata koji se grčevito protivio promjenama i školovanju svoje djece, svjedočili su tragičnosti iseljavanja muslimanskih Hrvata koji su se iseljavali u njima potpuno stranu Tursku, zemlju čiji službeni jezik nisu znali. Kurt se kao obrazovani musliman služio pisanjem svojeg drugog imena Dželaluddin dvostrukim suglasnikom "d" – tzv. geminatom koji su koristili obrazovani muslimani koji su donekle znali arapski ili turski jezik.
Hrvatsko potporno društvo za potrebne đake srednjih i visokih škola iz Bosne i Hercegovine je odmah po konstituiranju 14. rujna 1902. počelo raditi. Radi skupljanja članova po provincijama i prikupljanja članirine, obratilo se mnogim pojedincima, društvima i ustanovama, te svim Hrvatima pojedinačno i preko tiska. Mehmed Dželaludin Kurt je već 1. studenoga 1902. postavljen za povjerenika. Kurt se pokazao sposobnim. Učlanio je u kratkom razdoblju 31 utemeljitelja i 108 ostalih članova, uglavnom uglednih hrvatskih domoljuba.
Kurt je prikupio zbirku epsko-lirskih narodnih pjesama Hrvatske narodne ženske pjesme (muslimanske) koju je posvetio Anti Starčeviću.  U predgovoru naveo da je Vuk Karadžić krivotvorio i prisvajao iz muslimanskog hrvatskog narodnog blaga.
Kurt se oženio u bogatu obitelj Hadžić. Dijete im je umrlo kao novorođenče. Krajem prvog svjetskog rata, 1918., ostao je udovac kad mu je umrla mlada supruga od sušice.
Nakon uspostave Kraljevine SHS i supruzine smrti 1918. godine povukao se iz javnog života. Radio je kao odvjetnik Sarajevu sve do smrti.